# Velmistrovský palác
Velmistrovský palác (maltsky: Il-Palazz tal-Granmastru) je palác v hlavním města Malty Vallettě. Je největším palácem ve městě, nachází se na Náměstí sv. Jiří. Byl postaven roku 1574 jako sídlo velmistra Maltézského řádu (johanitů), který vládl Maltě v letech 1530 až 1798. V časech britské nadvlády (od 1800) v paláci sídlil guvernér. Od vzniku republiky v roce 1974 zde sídlí prezident Malty. V letech 1921 až 2015 zde souběžně také sídlil maltský parlament (do roku 1976 se scházel v Gobelínovém sále, poté se přestěhoval do bývalé zbrojnice). Části budovy jsou otevřeny veřejnosti jako muzeum. Architektem paláce byl maltský architekt Girolamo Cassar, který ho vyvedl v manýristickém slohu, jako i řadu jiných staveb ve Vallettě (Konkatedrála sv. Jana, Kostel Panny Marie Vítězné ad.). Postupně palác získal hlavně barokní ráz. Stropy hlavních chodeb byly vyzdobeny freskami Nicolaua Nasoniho v roce 1724. Během druhé světové války byl palác zasažen leteckým bombardováním, ale byl následně opraven. Během prvního předsednictví Malty v Evropské unii v roce 2017 byla bývalá zasedací síň parlamentu využívána k zasedání Rady Evropské unie. Palác je národní kulturní památkou 1. stupně.